# 全面追緝令
《全面追緝令》（英語：Along Came a Spider）是一部2001年美國新黑色心理驚悚片，由李·塔瑪何瑞執導。主演包括摩根·費里曼、莫妮卡·波特、麥可·溫考特與安東·葉爾欽。該片為1997年電影《桃色追捕令》的續集，改編自詹姆斯·帕特森的1993年小說《雙面人魔》，但電影因爭議而刪除了書中許多的關鍵劇情元素。《全面追緝令》由派拉蒙影業定於2001年4月6日美國上映；儘管其評價不一，但票房卻獲得了成功。

## 劇情
故事敘述華府知名警探兼心理學家艾利克斯·克羅斯，在一次行動中親眼見女搭檔殉職，因自責未能及時挽救她而離職。一名變態綁匪蓋瑞·桑傑，偽裝成電腦教師於一所私立貴族學校任職，在綁架該校一名學生，參議員之女梅根·羅斯後，打電話挑戰艾利克斯，並將梅根的一隻鞋子留在艾利克斯的郵箱作為證明，致使艾利克斯不得不重出江湖。艾利克斯與負責梅根安全的特工潔西·弗蘭尼根以及FBI合作，經由綁匪留下的線索，判斷綁匪意在成名而非取財，並進一步推測綁匪真正目標是在同校唸書的梅根好友：俄國總統之子狄米崔。於是兩人埋伏在俄國總統之子住處外，成功阻止綁匪用假造的梅根求救訊息，誘出並綁走俄國總統之子。
綁匪惱怒的回到巢穴，發現梅根失蹤，與此同時，FBI接到綁匪的勒贖電話，於是艾利克斯和潔西按綁匪的指示，在列車上將贖金扔給在鐵軌旁的綁匪。由於勒贖一事出乎意料，兩人回到潔西居所檢視案情資料，卻遭到綁匪闖入，在一番心理試探繼之以短暫搏鬥後，艾利克斯和潔西殺死了綁匪蓋瑞·桑傑，但也因此斷了救出人質的線索。不過在和綁匪的交談中，艾利克斯意識到綁匪弄丟了人質，而且來電勒贖的其實另有其人。
重回學校分析現場後，艾利克斯頓悟潔西和其同夥戴文正是勒贖者，梅根已被潔西的同夥戴文從原綁匪處劫走，於是艾利克斯闖入潔西家中，從電腦中的租屋訊息猜出梅根被囚的地點，此時潔姬為獨吞贖金已除掉戴文，正準備殺害梅根，艾利克斯及時趕到，擊斃潔西、救出梅根，並護送她回家。

## 演員
- 摩根·費里曼飾演艾利克斯·克羅斯（英语：Alex Cross）[4]
- 莫妮卡·波特（英语：Monica Potter）飾演潔西·弗蘭尼根
- 蜜卡·柏倫（英语：Mika Boorem）飾演梅根
- 麥可·溫考特（英语：Michael Wincott）飾演蓋瑞·桑傑／蜘蛛
- 迪倫·貝克飾演麥奧利
- 比利·伯克飾演班·戴文
- 傑·O·山德斯（英语：Jay O. Sanders）飾演凱爾·克雷格（英语：Kyle Craig）
- 潘妮洛普·安·蜜勒（英语：Penelope Ann Miller）飾演伊莉莎白·羅斯，梅根的母親
- 麥可·莫瑞提（英语：Michael Moriarty）飾演參議員漢克·羅斯，梅根的父親
- 安東·葉爾欽飾演狄米，梅根的同學

## 外部連結
- 官方网站
- 互联网电影数据库（IMDb）上《Along Came a Spider》的资料（英文）
- AllMovie上《Along Came A Spider》的资料（英文）
- Box Office Mojo上《Along Came a Spider》的資料（英文）
- 爛番茄上《Along Came a Spider》的資料（英文）